# Mignières
Mignières is een gemeente in het Franse departement Eure-et-Loir (regio Centre-Val de Loire) en telt 682 inwoners (1999). De plaats maakt deel uit van het arrondissement Chartres.

## Geografie
De oppervlakte van Mignières bedraagt 13,1 km², de bevolkingsdichtheid is 52,1 inwoners per km².
De onderstaande kaart toont de ligging van Mignières met de belangrijkste infrastructuur en aangrenzende gemeenten.

## Demografie
Onderstaande figuur toont het verloop van het inwonertal (bron: INSEE-tellingen).